# Billy Graham
Pour les articles homonymes, voir Billy Graham (homonymie) et Graham.
William Franklin Graham, Jr., dit Billy Graham, né le 7 novembre 1918 à Charlotte (Caroline du Nord) et mort le 21 février 2018 à Montreat dans le même État américain, est un pasteur et prédicateur chrétien baptiste américain.

## Biographie
Graham naît le 7 novembre 1918 à Charlotte (Caroline du Nord). Il vit dans une ferme avec un frère et deux sœurs et est élevé dans la foi presbytérienne par ses parents. Adolescent, il est renvoyé d'un groupe de jeunes de son église parce qu'il n'était pas très intéressé par les questions spirituelles. Après avoir assisté à plusieurs réunions d'évangélisation de Mordecai Ham (en), Graham se convertit à l'âge de 16 ans en 1934. En 1936, il commence des études de théologie évangélique au Bob Jones College (devenu Université Bob Jones), mais arrête parce qu'il trouve l'institution trop légaliste, reprochant à cette dernière de préférer le texte à l'esprit du texte. En 1937, il intègre le Trinity College of Florida pour étudier la théologie. Il prêche son premier sermon à l'âge de dix-neuf ans, dans l'Église baptiste de Bostwick près de Palatka, en Floride. En 1939, il est consacré pasteur baptiste par une église de la Convention baptiste du Sud, la Peniel Baptist Church de Palatka, en Floride. En 1940, il obtient un Bachelor of Theology du Trinity Bible College (devenu Trinity College of Florida),. Puis il étudie l’anthropologie au Wheaton College à Wheaton (Illinois) et obtient un Bachelor of Arts en 1943.

### Ministère

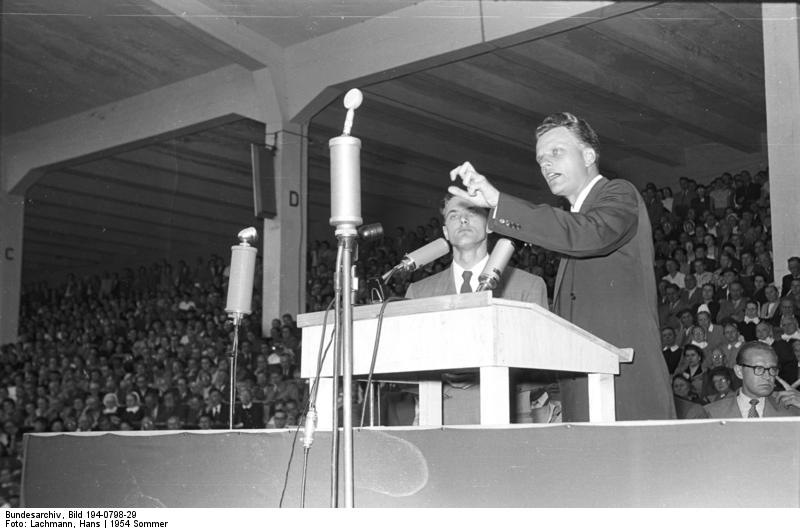
Billy Graham lors d'une prédication à Düsseldorf, en Allemagne, le 21 juin 1954.

De 1943 à 1944, Graham est pasteur de la First Baptist Church à Western Springs (Illinois). En 1946, il devient évangéliste à plein temps pour Youth for Christ. En 1947, il fait sa première réunion d'évangélisation au Civic Auditorium à Grand Rapids (Michigan) en présence de 6 000 personnes.
En 1948, dans une chambre d'hôtel à Modesto (Californie), l’évangéliste Billy Graham et son équipe d’évangélisation ont établi le Modesto Manifesto, un code d’éthique de vie et de travail pour les hommes pour se protéger des accusations d’abus financiers, sexuels et de pouvoir. Ce code comprend des règles pour la répartition des offrandes reçues dans les églises, le travail uniquement avec des églises favorables à l’évangélisation coopérative, l’usage des estimations officielles des foules lors des évènements en plein air et l’engagement à ne jamais être seul avec une femme autre que son épouse.
De 1948 à 1952, il est président du Northwestern Bible College (devenu University of Northwestern - St. Paul) à Minneapolis. En 1950, il fonde la Billy Graham Evangelistic Association, une organisation d'évangélisation.
En 1951, avec le producteur Dick Ross, il a fondé la société de production cinématographique World Wide Pictures, qui réalisera des vidéos sur ses prédications et des films chrétiens.
Il a été administrateur à l’International Mission Board à la fin des années 1950 et administrateur de la Commission de radio et de télévision de la SBC à la fin des années 1960.
Lors de ses réunions d'évangélisation, Billy Graham met l'accent sur la conversion et le pardon des péchés par Jésus-Christ.
En septembre 1986, il anime sept soirs de suite une conférence dans le stade de Bercy à Paris, un évènement retranscrit en direct dans vingt villes européennes qui donne un nouveau souffle aux églises évangéliques en France.

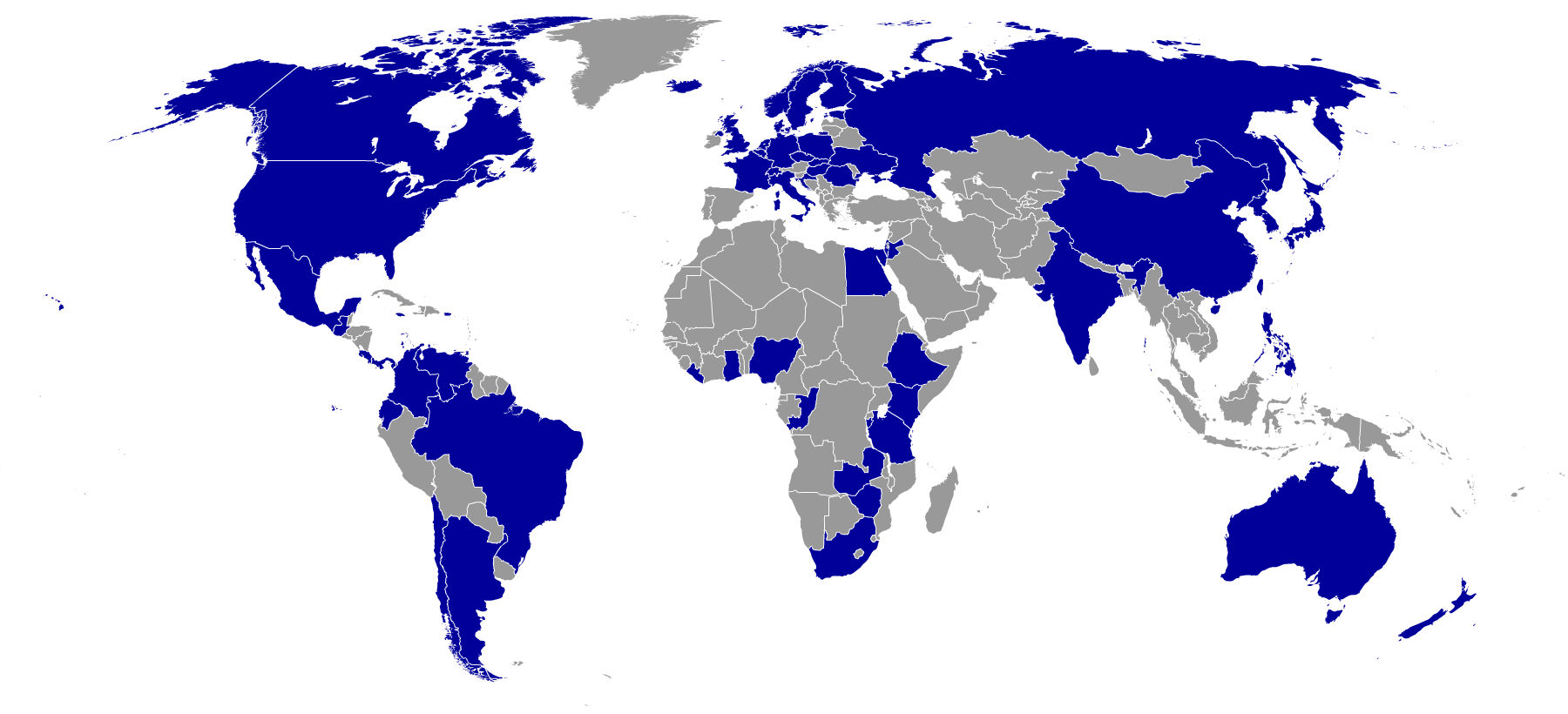
Pays où Billy Graham a prêché.

En 1995, lors de l’évènement Global Mission, il a prêché un sermon au Estadio Hiram Bithorn de San Juan à Porto Rico qui a été transmis par satellite dans 185 pays et traduit en 116 langues.
Après sa dernière croisade en 2005 à New York, il avait prêché lors de 417 croisades, dont 226 aux États-Unis et 195 à l’étranger,.

## Actions de paix
Billy Graham a fréquenté Martin Luther King et il a œuvré en faveur des lois anti-ségrégationnistes durant les années 1960 et tout au long de son ministère,. Cependant, Graham n'a jamais assisté publiquement à des manifestations pour les droits civiques, ne s'est jamais exprimé officiellement en soutien au mouvement de libération des Africains Américains, même après la mort de Martin Luther King.
S'étant rendu deux fois en république populaire démocratique de Corée (RPDC), en 1992 et 1994, à l'invitation des autorités nord-coréennes, Billy Graham était apprécié du président nord-coréen Kim Il-sung. Les liens de confiance entre la famille Graham et les autorités nord-coréennes ont ainsi conduit à la réalisation de plusieurs projets de coopération en Corée du Nord par la BGEA et la Samaritan's Purse, par exemple, le réseau de télévision de la RPDC, la mise en place de cliniques dentaires ou d'une unité de soins intensifs.

## Liens avec le monde politique

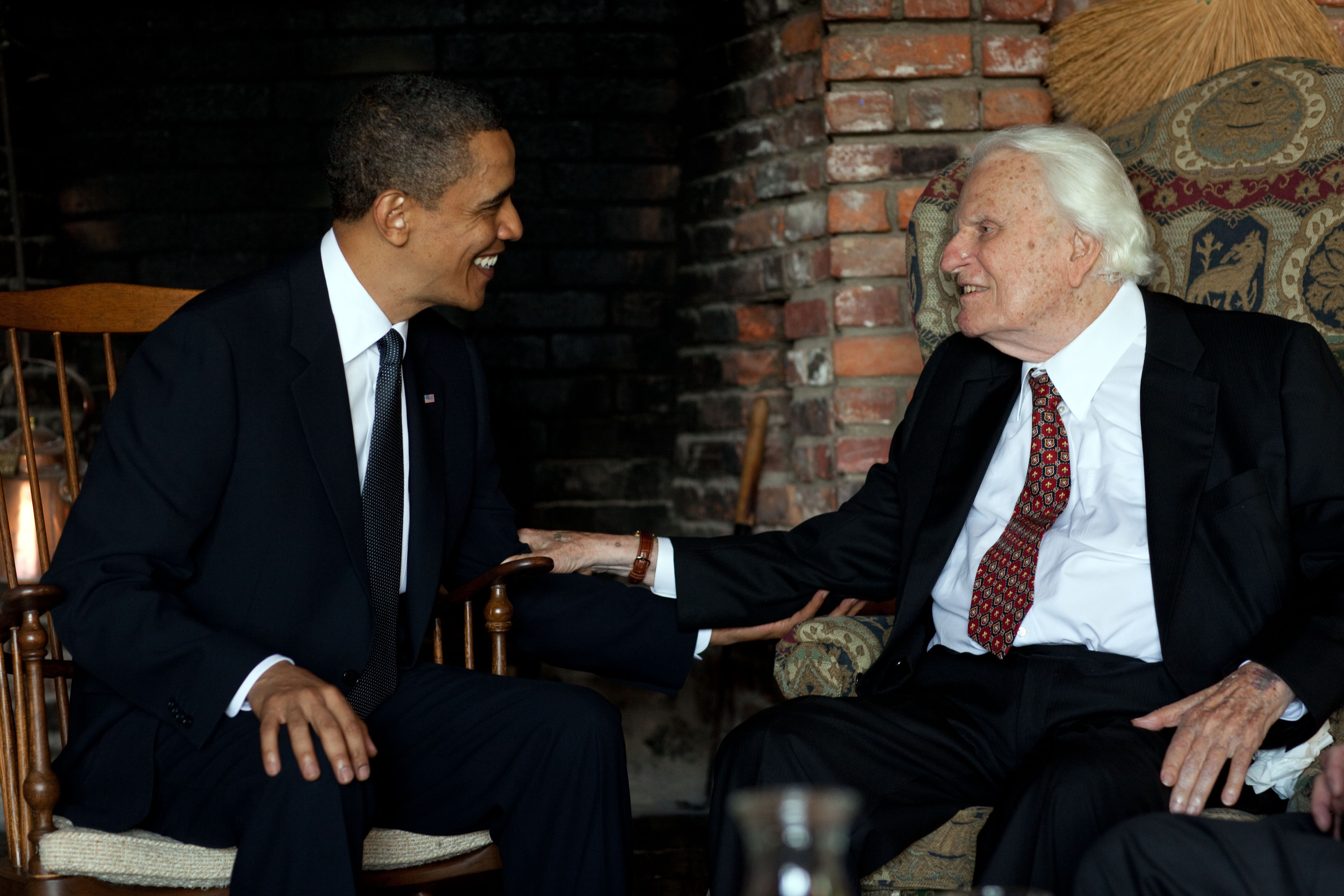
Billy Graham rencontre le président Barack Obama à Montreat, NC, en 2010.

Billy Graham était membre du Parti démocrate (États-Unis) et a eu des rapports privilégiés avec divers personnages haut placés américains, dont douze présidents américains de Truman à Obama. Il a été conseiller spirituel présidentiel de plusieurs de ces derniers.
Ainsi, George W. Bush attribue à une discussion avec le révérend Graham sa décision d'arrêter de boire à l'âge de 40 ans.
En 2006, il a dit avoir commenté certains sujets politiques qui ne sont pas du Seigneur, mais avoir la responsabilité de s’exprimer sur d’autres sujets comme le communisme ou la ségrégation.
En 2007, il a expliqué son refus de rejoindre la Moral Majority en 1979, en raison de sa conviction que la morale devrait aller au-delà du sexe et prôner la liberté et la justice sociale. Il a affirmé que les évangélistes ne devraient pas être identifiés à un parti et rester au milieu, afin de prêcher à tous, de droite comme de gauche.
Le 25 avril 2010, le président Barack Obama rend visite à Billy Graham dans sa maison de Montreat en Caroline de Nord, et ils prennent ensemble un temps de prière.
En 2011, bien que reconnaissant d’avoir rencontré des politiciens qui ont des besoins spirituels comme les autres, il a affirmé avoir parfois franchi la ligne et aurait préféré éviter la politique.

## Vie privée

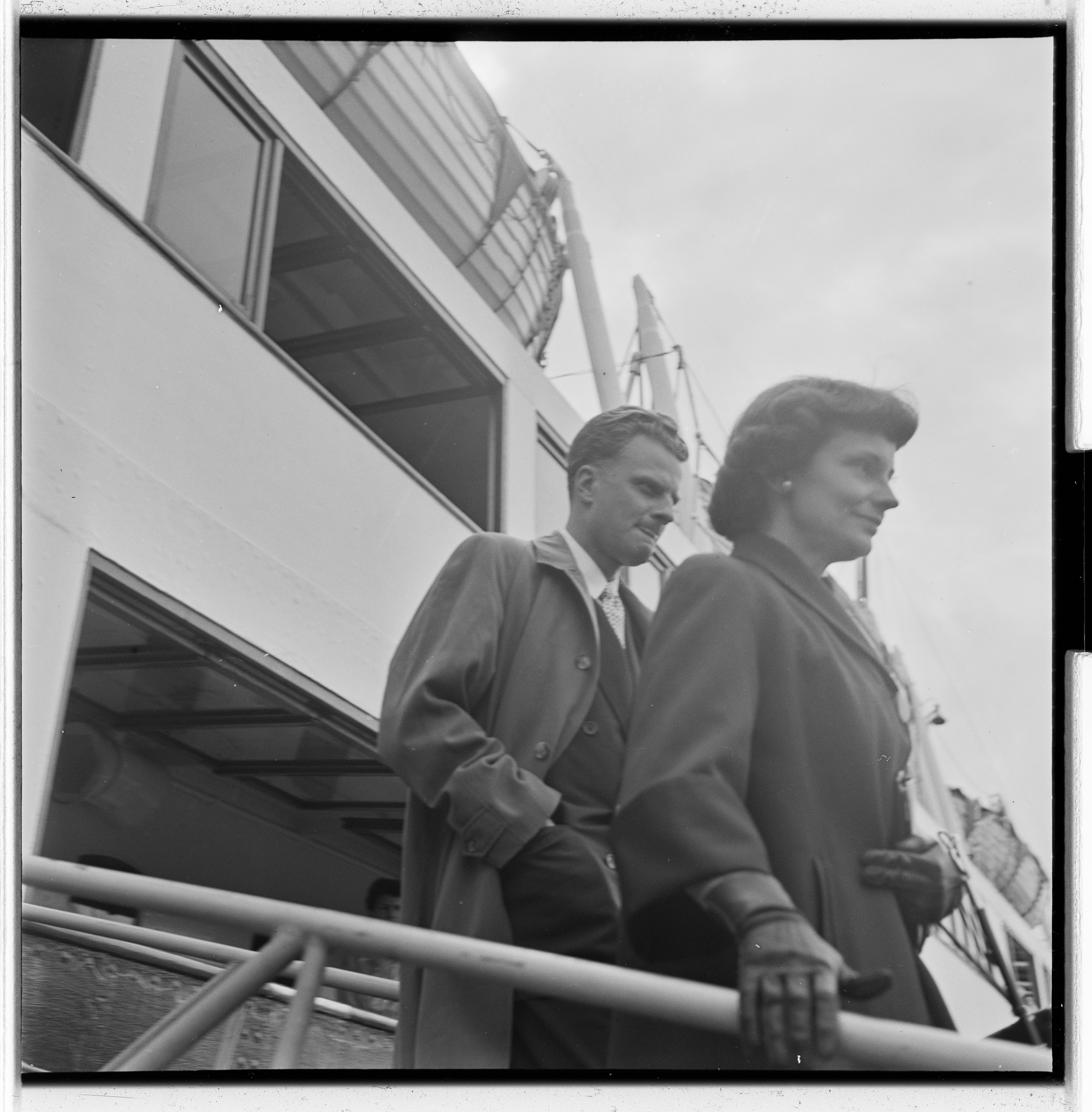
Billy Graham et son épouse à Oslo en Norvège, 1955.

### Famille
Il a épousé Ruth Graham en 1943, une camarade du Wheaton College. Ils ont eu cinq enfants ensemble.

### Église
En 1953, il est devenu membre de la première église baptiste de Dallas, même s’il n’a jamais habité dans l’état du Texas. En 2008, il a changé son adhésion pour la première église baptiste de Spartanburg (Caroline du Sud), à environ 1h30 de route de sa maison à Montreat (Caroline du Nord).

## Fin de vie
En 2011, lorsqu’on lui a demandé s’il aurait fait des choses différemment, il a mentionné qu’il aurait passé plus de temps à la maison avec sa famille, étudié davantage et prêché moins. Il aurait participé à moins de conférences. Il a également dit avoir l’habitude de conseiller aux évangélistes de préserver leur temps et d’éviter d’avoir trop d’engagements.
Billy Graham meurt dans son sommeil le 21 février 2018 à l'âge de 99 ans. Il souffrait depuis plusieurs années de la maladie de Parkinson.
Les 28 février et 1er mars 2018, il est devenu le quatrième citoyen non politique de l'histoire des États-Unis à avoir des obsèques nationales à la rotonde du Capitole des États-Unis à Washington , DC.
Un service funèbre privé avec 2 300 invités a eu lieu le 2 mars 2018 à la bibliothèque Billy Graham de Charlotte (Caroline du Nord).

## Critiques et controverses

### Critiques religieuses
Graham a été critiqué pendant plusieurs années par quelques évangéliques fondamentalistes pour ses messages d'unité et sa proximité avec l'Église catholique (particulièrement à l'adresse du pape Jean-Paul II).
Des dirigeants baptistes se sont aussi exprimés contre la tendance de Graham à instrumentaliser la religion à des fins politiques, une démarche en contradiction avec le principe de séparation de l'Église et de l'État.

### Critiques sociales et politiques
De façon générale, Graham est présenté comme l'incarnation du mouvement évangélique moderne.
Graham peut être vu comme un représentant d'une guerre spirituelle contre le communisme, un acteur du maccarthysme. En effet, pendant la guerre froide, il était financé par des pétroliers dans le but de défendre la supériorité économique et culturelle des États-Unis sur l'ensemble de la planète. De ce point de vue, Graham est décrit comme un missionnaire du nouvel impérialisme américain. De l'Afrique à la Corée en passant par l'Amérique latine, il a contribué au développement de la mondialisation au profit des États-Unis.
Bien qu'il ait progressivement ouvert, aux États-Unis, ses prêches aux personnes noires et qu'il se soit rapproché de Martin Luther King, Graham n'a pas participé aux manifestations contre la ségrégation raciale (celles de Selma et Washington, par exemple). Pour cette raison, on l'accuse d'avoir maintenu le statu quo en défaveur des Africains américains, tout en tirant profit symboliquement et financièrement des conversions, parmi les Africains américains, à l'évangélisme.
Graham a mis sa réputation au service des candidats républicains, en mobilisant ses fidèles en faveur de l'élection des présidents républicains comme Eisenhower et R. Nixon. En pleine guerre du Viêt Nam, très contestée par la population américaine, Graham ne défend pas la paix intérieure et extérieure. Il devient même le conseiller officieux du président Nixon, jusqu'à sa chute, moment auquel Graham se retire de la politique intérieure.
Aussi, lors d'un voyage au Brésil en 1974, Graham défend la dictature en place, proche du gouvernement américain et favorable à l'exploration pétrolière par des entreprises américaines. De ce fait, il participe à l’offensive contre la théologie de la libération, courant chrétien de gauche, soutenu par les couches paupérisées du Brésil, qui conteste l'ordre social en vigueur.
Graham a également été critiqué pour sa position traditionnelle à propos du rôle des femmes (« épouse, mère et ménagère »). Plus généralement, depuis 1974, le mouvement majoritaire des évangéliques est contre le droit à l'avortement des femmes et contre le mariage homosexuel. En effet, après la victoire législative du mouvement des droits civiques, les évangéliques constatent la difficulté de construire une communauté de fidèles sur la base de la ségrégation raciale. Ils font du droit à l'avortement leur nouvelle cible spirituelle et politique pour étendre leur influence sociale. Cependant, Graham s'est publiquement exprimé contre ce tournant patriarcal des évangéliques.
Graham avait régulièrement recours à de la manipulation afin d'attirer davantage de fidèles. Quand il arrivait dans une ville et lançait son appel, une armée de 6000 complices attendait le moment convenu pour s'avancer à divers intervalles, afin de créer l'impression d'un mouvement de masse spontané.

## Distinctions

Billy Graham recevant la médaille présidentielle de la Liberté par le président Ronald Reagan, le 23 février 1983.

Il a obtenu de nombreuses récompenses, notamment le prix Templeton en 1982 pour sa contribution à l’entraide et la compréhension inter-religieuse, la médaille présidentielle de la Liberté en 1983 pour ses actions d'évangélisationet la Ronald Reagan Freedom Award pour sa contribution à l’avancement de la liberté dans le monde, en 2000.
Entre 1948 et 2018, Billy Graham a figuré 61 fois dans le groupe des dix hommes les plus admirés publié par la firme Gallup.

## Publications

### En français
- La paix avec Dieu, 1964 impr., éditeur : Groupes Missionnaires,  (ISBN 2-88050-000-1)
- Christ ressuscité, éditeur : Groupes Missionnaires, GM1545-20
- Christ revient, éditeur : Groupes Missionnaires, GM1545-12
- Les anges, agents secrets de Dieu, 1976, éditeur : 7ici,  (ISBN 2-905093-02-1)
- La mort, point final ou deux points ?, 1989, éditeur : Ebv,  (ISBN 3765576220)
- Avis de tempête, 1993, éditeur : Vida,  (ISBN 0-8297-1887-7)
- Tel que je suis, 1997, éditeur : Eternity Publishing,  (ISBN 2-9511515-7-8)

### En anglais
- Calling Youth to Christ (1947)
- America's Hour of Decision (1951)
- I Saw Your Sons at War (1953)
- Peace with God (1953, 1984)
- Freedom from the Seven Deadly Sins (1955)
- The Secret of Happiness (1955, 1985)
- Billy Graham Talks to Teenagers (1958)
- My Answer (1960)
- Billy Graham Answers Your Questions (1960)
- World Aflame (1965)
- The Challenge (1969)
- The Jesus Generation (1971)
- Angels: God's Secret Agents (1975, 1985)
- How to Be Born Again (1977)
- The Holy Spirit (1978)
- Evangelist to the World (1979)
- Till Armageddon (1981)
- Approaching Hoofbeats (1983)
- A Biblical Standard for Evangelists (1984)
- Unto the Hills (1986)
- Facing Death and the Life After (1987)
- Answers to Life's Problems (1988)
- Hope for the Troubled Heart (1991)
- Storm Warning (1992)
- Just As I Am: The Autobiography of Billy Graham (1997, 2007)
- Hope for Each Day (2002)
- The Key to Personal Peace (2003)
- Living in God's Love: The New York Crusade (2005)
- The Journey: How to Live by Faith in an Uncertain World (2006)
- Wisdom for Each Day (2008)
- Nearing Home: Life, Faith, and Finishing Well (2011)
- The Heaven Answer Book (2012)
- The Reason for My Hope: Salvation (2013)
- Where I Am: Heaven, Eternity, and Our Life Beyond the Now (2015)